# Права и задължения
Правата и задълженията изграждат правоотношението според теорията на правото. Терминът е типичен за континенталната правна система.
Законодателят схваща правоотношението като последица на определен юридически факт и съвкупност от права с насрещни и кореспондиращи им задължения за страните. Юридическото задължение съответства на субективното право. В този смисъл правата и задълженията се пораждат от юридически факти, като при юридическото задължение съществува обвързаност на задълженото лице спрямо носителя на субективното право.
Според правната теория повечето от субективните права съществуват наред с кореспондиращи им юридически задължения, но могат да се породят правни задължения и без субективни права.